# A Scandal in Bohemia
A Scandal in Bohemia (no Brasil 'Um Escândalo na Boêmia') é um conto policial de Sir Arthur Conan Doyle protagonizado por Sherlock Holmes e publicado pela primeira vez na Strand Magazine em Julho de 1891. É conhecido por ser o primeiro caso que Sherlock Holmes perdeu. 
O conto foi publicado no livro As Aventuras de Sherlock Holmes.

## Sinopse
O rei da Boêmia procura Sherlock Holmes para falar-lhe sobre um caso que teve há alguns anos com uma mulher chamada Irene Adler. A mulher possuía provas do caso, uma fotografia onde ambos estão representados, o que poderia comprometer o rei que estava prestes a se casar. Holmes descobre onde o retrato está escondido, porém não consegue recuperá-lo, já que Irene Adler foge com o mesmo.

### Ilustrações
O conto teve 10 ilustrações de Sidney Paget

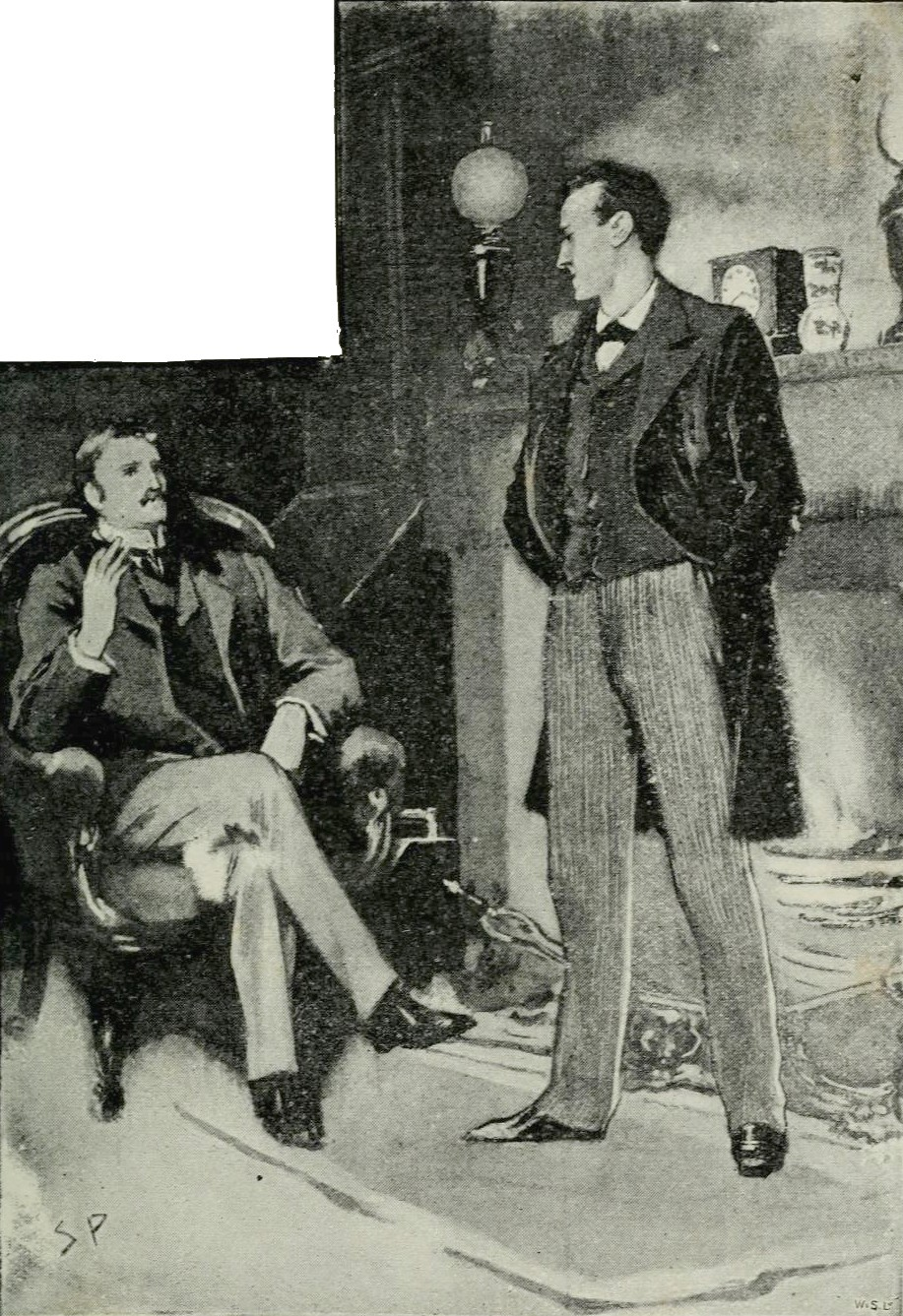
Sherlock Holmes e Dr. Watson
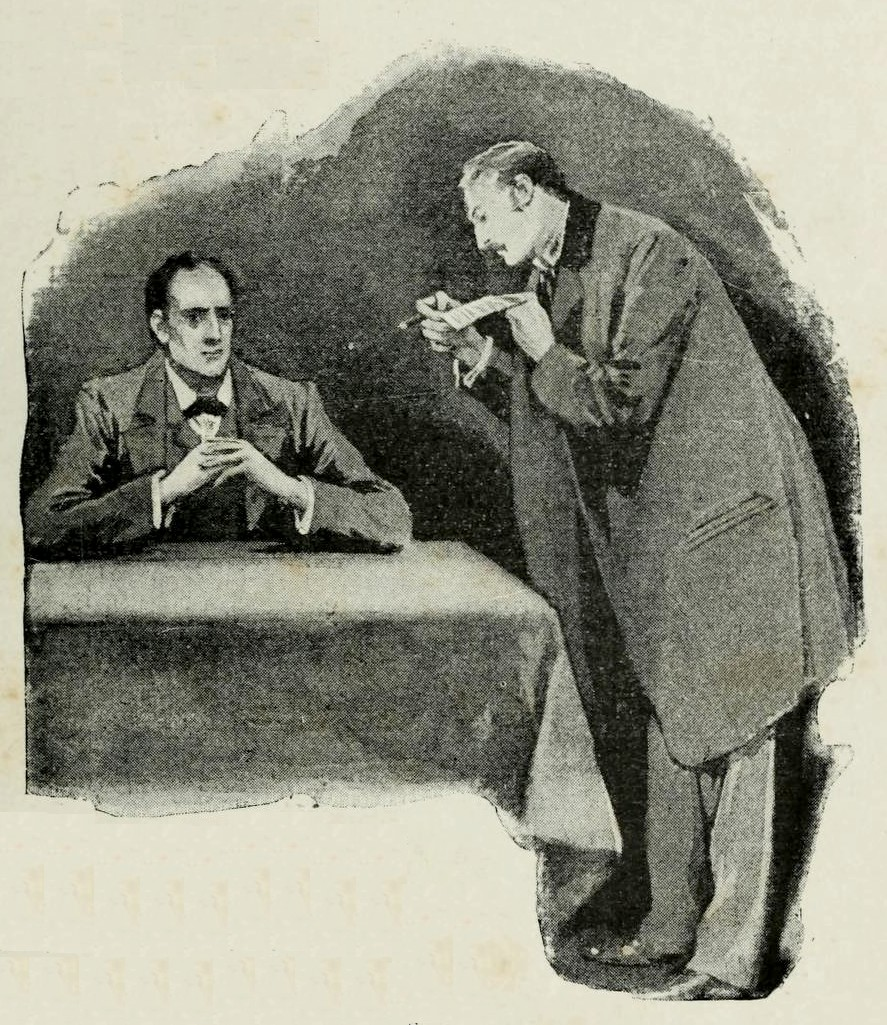
Dr. Watson lê mensagem do rei da Boêmia
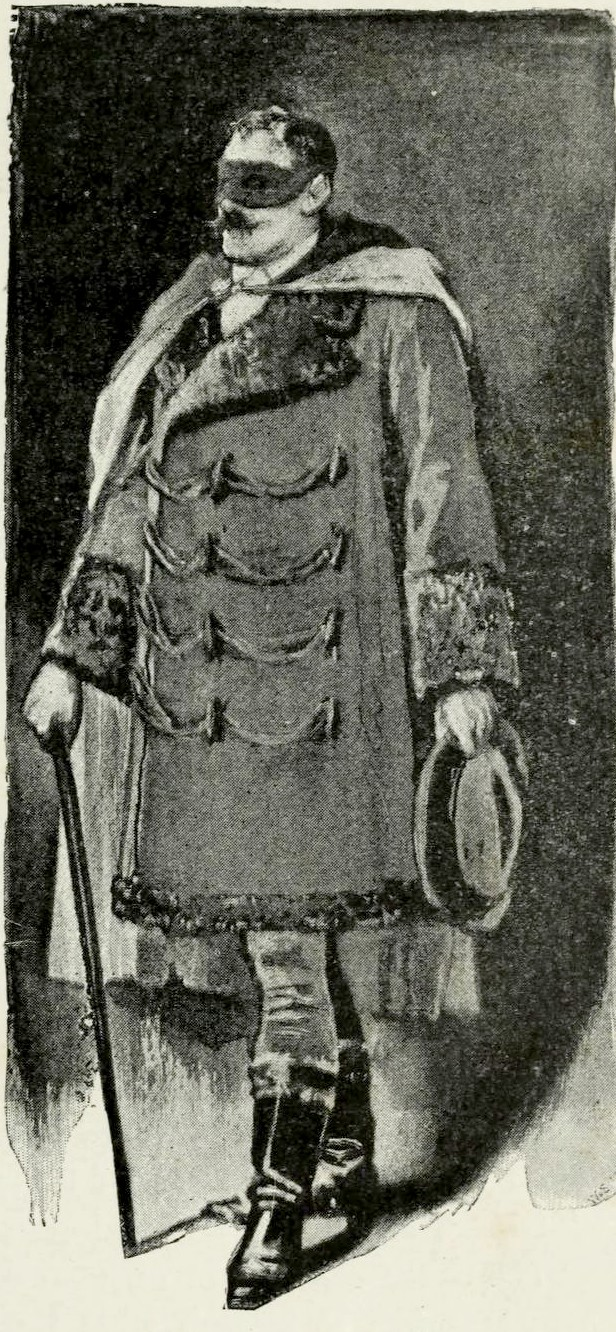
O rei da Boêmia
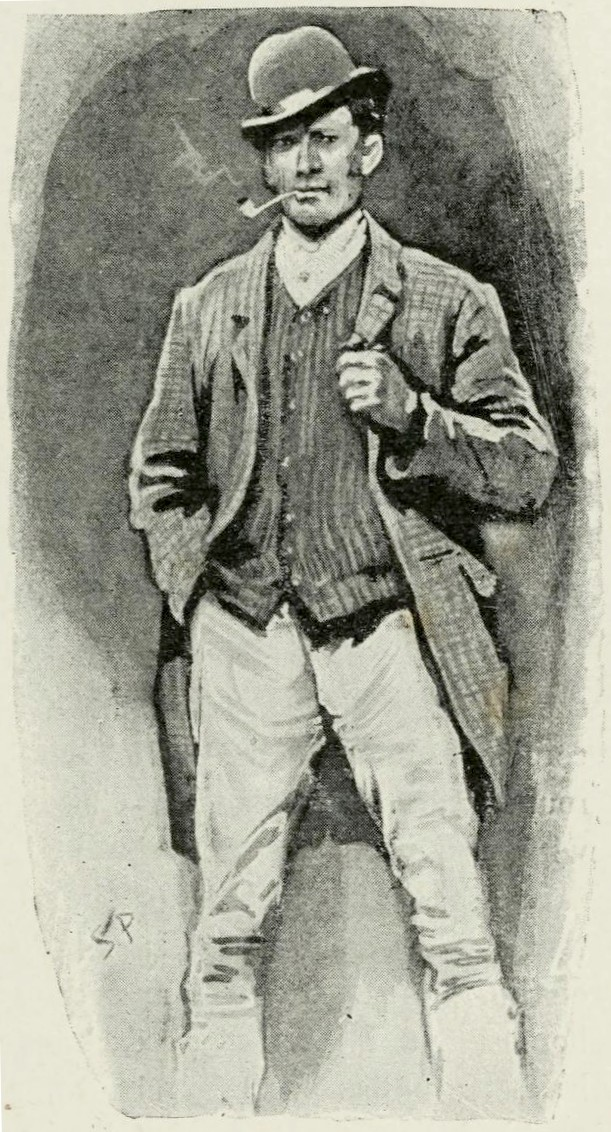
Sherlock Holmes
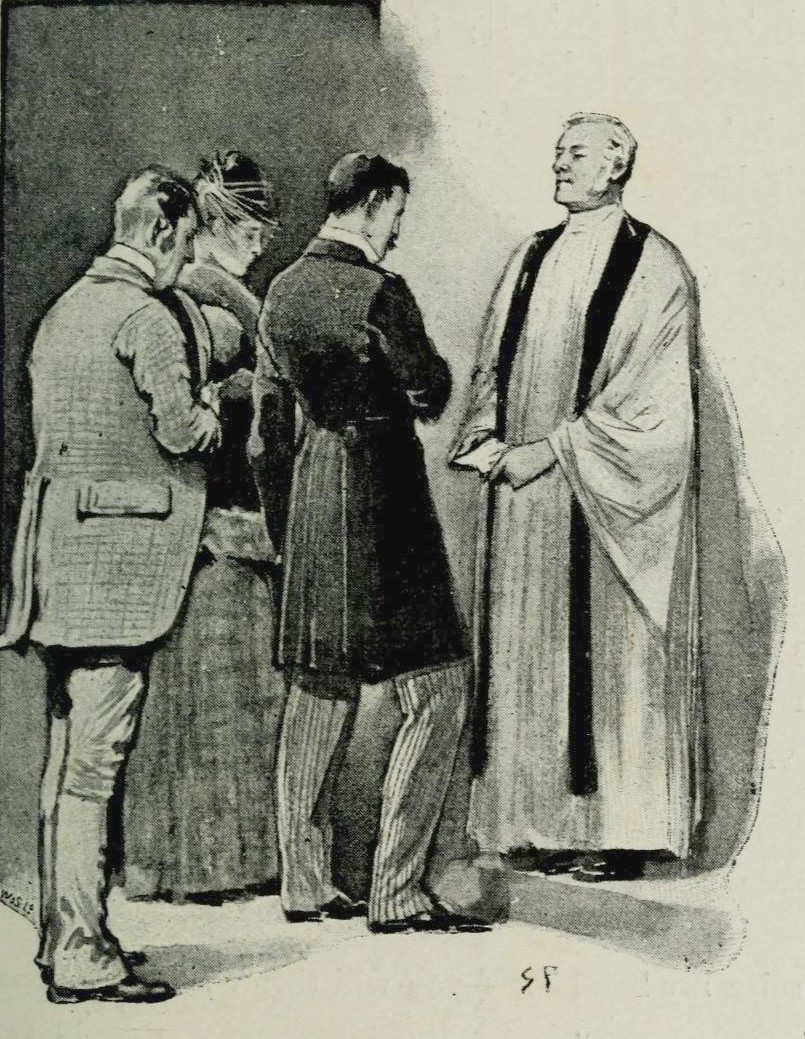
Sherlock Holmes, Irene Adler e seu marido, numa capela de casamento
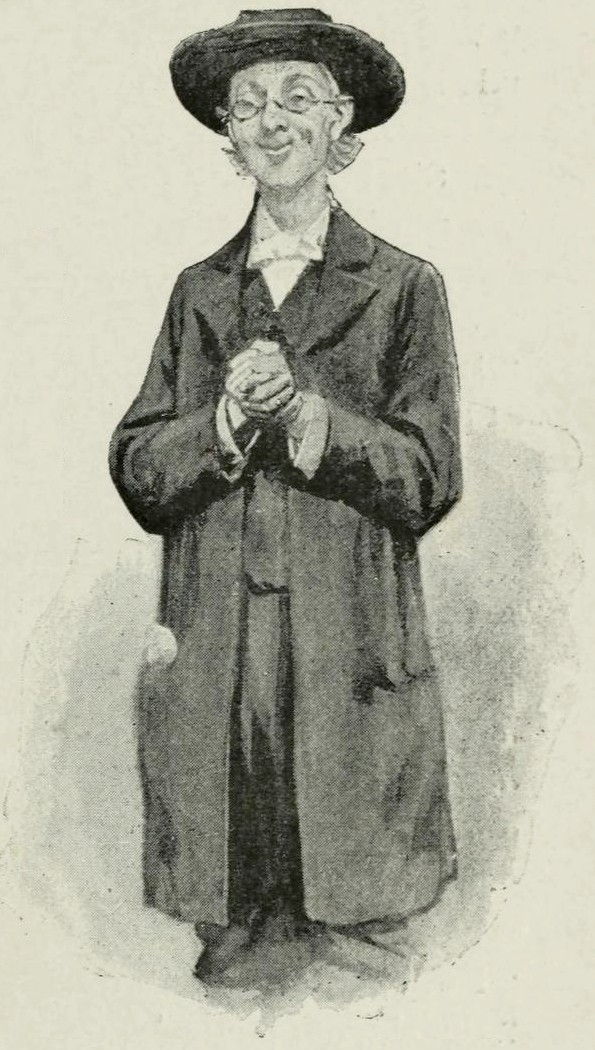
Sherlock Holmes disfarçado
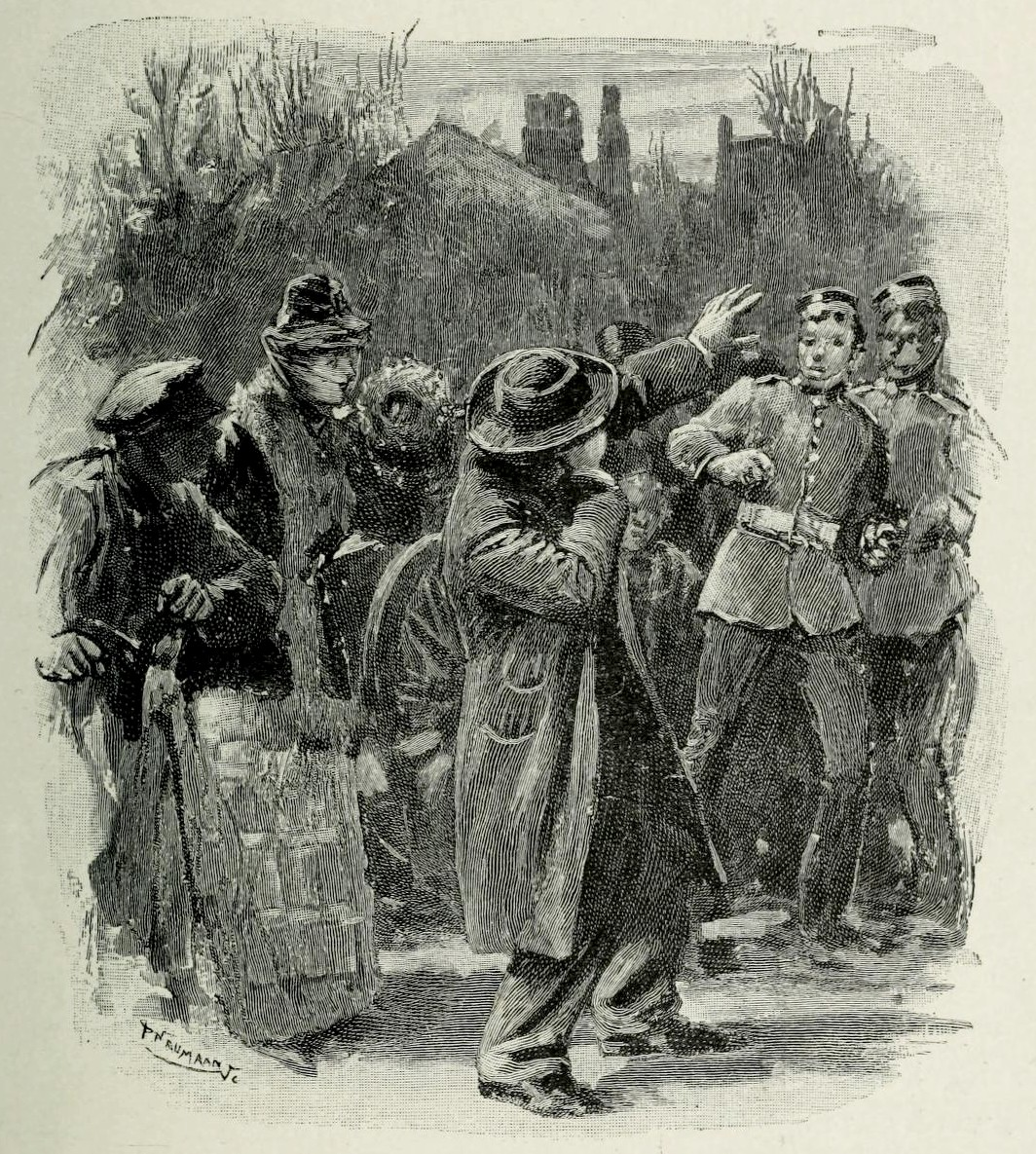
Confusão encenada por Sherlock Holmes
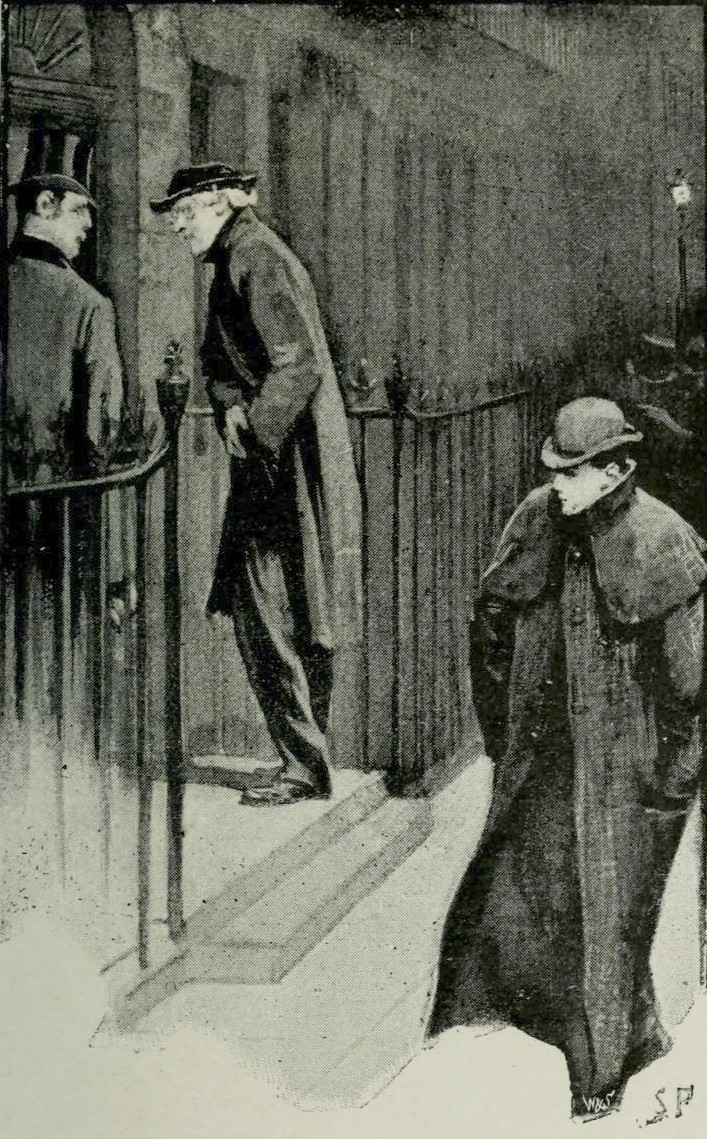
Irene Adler disfarçada de homem engana Sherlock Holmes
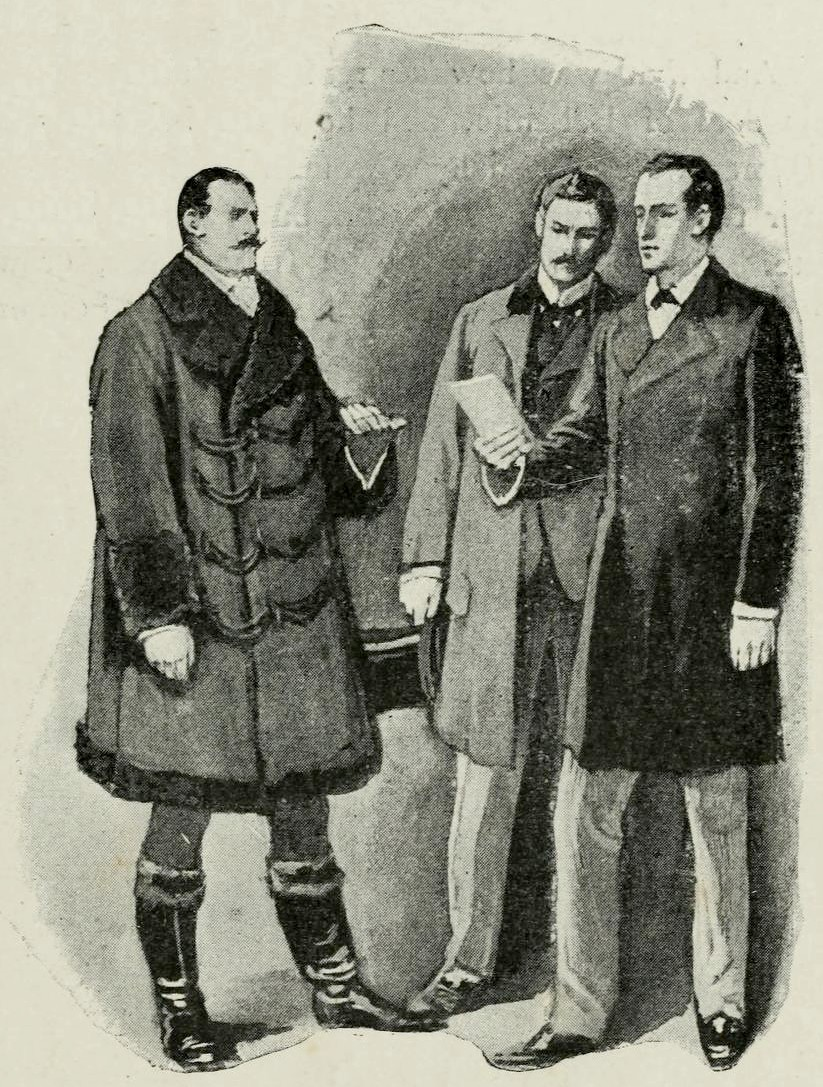
Sherlock Holmes, Dr. Watson e o rei da Boêmia descobrem que foram vencidos

## Repercussão
A publicação do conto gerou grande repercussão na Inglaterra bem como em todo o mundo, afinal, Sherlock Holmes nunca antes havia perdido um caso. Várias vezes Holmes mostrava descrença nas mulheres, porém após perder o seu primeiro caso, acabou mudando de opinião.